# Scopimera globosa
Scopimera globosa is een krabbensoort uit de familie van de Dotillidae. De wetenschappelijke naam van de soort is voor het eerst geldig gepubliceerd in 1835 door De Haan.